# Blicourt

Blicourt este o comună în departamentul Oise, Franța. În 1 ianuarie 2022 avea o populație de 358 de locuitori.